# شوقان
شوقان (بالفارسية: شوقان) هي منطقة سكنية تقع في إيران في Jolgeh Shoqan District. يقدر عدد سكانها بـ 2,297 نسمة .